# Capitoli di Fullmetal Alchemist

La copertina del primo volume dell'edizione italiana

Questa è la lista dei capitoli di Fullmetal Alchemist, manga creato da Hiromu Arakawa. La storia segue le avventure di due giovani fratelli alchimisti Edward e Alphonse Elric. Essi sono alla ricerca della leggendaria pietra filosofale per recuperare le parti del loro corpo che hanno perduto durante il tentativo di riportare in vita la loro madre. Per questo Edward diviene alchimista di Stato e scopre che all'interno dell'esercito diverse persone sono in cerca della pietra.
Il manga è stato serializzato sulle pagine del mensile Monthly Shōnen Gangan dal luglio 2001 al giugno 2010 per un totale di 108 capitoli. La Square Enix ha poi raccolto i capitoli in 27 volumi formato tankōbon, pubblicati dal 22 gennaio 2002 al 22 novembre 2010. Il 22 luglio 2011 la Square Enix ha avviato la ripubblicazione dell'opera in formato kanzenban. In Italia la serie è stata messa in commercio dalla Panini Comics sotto l'etichetta Planet Manga dal 13 luglio 2006 al 3 settembre 2011.

## Volumi 1-10
| Nº | Titolo italiano Giapponese 「Kanji」 - Rōmaji | Data di prima pubblicazione           | Data di prima pubblicazione |
| Nº | Titolo italiano Giapponese 「Kanji」 - Rōmaji | Giapponese                            | Italiano                    |
| 1  | Fullmetal Alchemist 1 「鋼の錬金術師 1」 - Hagane no renkinjutsushi 1 | 22 gennaio 2002 ISBN 978-4757506206   | 13 luglio 2006              |
| 1  | Capitoli - 1. I due alchimisti (二人の錬金術師?, Futari no renkinjutsushi) - 2. Il prezzo della vita (命の代価?, Inochi no daika) - 3. La città mineraria (炭鉱の街?, Tankō no machi) - 4. Lotta sul treno (車上の戦い?, Shajō no tatakai) |                                       |                             |
| 1  | Trama Edward Elric, un alchimista di Stato, e suo fratello Alphonse, anch'egli alchimista, giungono nella città di Reole, dove sperano di trovare il modo di riottenere i loro corpi grazie alla pietra filosofale. Infatti, avendo tentato una trasmutazione umana, Edward ha perso il braccio destro e la gamba sinistra e Alphonse l'intero corpo. Nella città un uomo di nome Cornello ha conquistato la fiducia dei cittadini affermando di essere il vicario del dio del sole e compiendo miracolose trasmutazioni, in realtà dovute alla pietra filosofale; il suo obiettivo è quello di usare i cittadini come soldati personali e impadronirsi del Paese. Edward fa in modo che egli, per sbaglio, riveli i suoi piani via radio e quindi lo neutralizza, tuttavia la pietra filosofale si rompe in quanto era fasulla. In seguito Cornello viene ucciso da Lust e Gluttony, due misteriosi individui che gli avevano affidato la pietra. Ed e Al, dopo avere lasciato la città di Reole, giungono presso la zona mineraria di Yous Well, sotto il dominio del tenente Yoki, che sfrutta crudelmente i minatori; nessuno si oppone a tutto ciò in quanto il tenente è solito dare ingenti mazzette ai suoi superiori. Grazie a uno stratagemma Edward riesce a prendere possesso della miniera e quindi la cede ai minatori. In seguito i due vengono coinvolti nel dirottamento del treno su cui viaggiano e riescono abilmente a evitare il peggio, catturando i sequestratori ed evitando così l'intervento del colonnello Roy Mustang, l'alchimista di fuoco. |                                       |                             |
| 2  | Fullmetal Alchemist 2 「鋼の錬金術師 2」 - Hagane no renkinjutsushi 2 | 22 maggio 2002 ISBN 978-4757506992    | 10 agosto 2006              |
| 2  | Capitoli - 5. L'angoscia di un alchimista (錬金術師の苦悩?, Renkinjutsushi no kunō) - 6. La mano destra della distruzione (破壊の右手?, Hakai no migite) - 7. Dopo la pioggia (雨の後?, Ame no ato) - 8. La strada della speranza (希望の道?, Kibō no michi) |                                       |                             |
| 2  | Trama Il colonnello Mustang indirizza i fratelli Elric da Shou Tucker, un alchimista che è stato in grado di dare vita a una chimera parlante. I due scoprono che per riuscirci aveva utilizzato la moglie e, non sapendo come superare l'annuale verifica, Tucker fa lo stesso con la figlia e il cane per crearne un'altra. Prima che possa venire condotto in carcere un uomo di nome Scar uccide sia lui che la chimera; egli attacca quindi anche altri alchimisti di Stato presenti in città, riuscendo a danneggiare seriamente i corpi di Edward ed Alphonse. Il suo odio verso gli alchimisti deriva dal fatto che è un abitante di Ishbar, terra dove sei anni prima gli alchimisti di Stato avevano compiuto un vero e proprio massacro. Edward è così costretto a recarsi a Resembool, il suo paese natale, dove vive la sua meccanica personale, e viene scortato dal maggiore Alex Louis Armstrong, l'alchimista nerboruto, che era riuscito ad allontanare Scar. Durante il viaggio incontrano il dottor Tim Marcoh, il quale, dopo avere creato la pietra filosofale per conto dell'esercito, era fuggito terrorizzato dai suoi stessi studi. Dopo molte insistenze Marcoh rivela a Edward che i suoi appunti si trovano nella biblioteca nazionale centrale. L'uomo viene poi attaccato da Lust e riesce a ferirla, ma ella si rigenera misteriosamente. È dunque costretto sotto ricatto a rivelare il segreto anche a lei, che afferma di volere distruggere l'intera biblioteca prima che qualcuno possa trovare gli appunti. |                                       |                             |
| 3  | Fullmetal Alchemist 3 「鋼の錬金術師 3」 - Hagane no renkinjutsushi 3 | 21 settembre 2002 ISBN 978-4757507913 | 14 settembre 2006           |
| 3  | Capitoli - 9. Una casa dove la famiglia ti aspetta (家族の待つ家?, Kazoku no matsu ie) - 10. La pietra filosofale (賢者の石?, Kenja no ishi) - 11. I due guardiani (二人の守護者?, Futari no shugosha) - 12. La definizione di essere umano (『人間』の定義?, "Ningen" no teigi) - Gaiden. La festa dell'esercito (軍部の祭り?, Gunbu no matsuri) |                                       |                             |
| 3  | Trama Pinako Rockbell, che aveva accolto i fratelli Elric dopo la morte della madre, e sua nipote Winry Rockbell rimettono a posto gli arti di Edward, che può così ripartire alla volta della biblioteca di Central City, e, solo dopo che i due se ne sono andati, Winry si accorge di avere dimenticato una vite del braccio di Edward. A Central City Ed e Al trovano che l'intero reparto della biblioteca che interessava loro è stato distrutto in un incendio, tuttavia Sheska, un'ex-impiegata della biblioteca, che ricorda a memoria tutti i libri letti, riscrive per loro gli appunti del dottor Marcoh. Gli scritti si rivelano essere un libro di cucina ed Edward, con molto impegno, riesce a decifrarli scoprendo così che i componenti per la creazione della pietra filosofale sono esseri umani vivi. Per indagare ulteriormente Ed e Al si recano al Laboratorio 5, un edificio che si trova di fianco a una prigione, dove hanno conferma dei loro sospetti: per produrre la pietra vengono usati i condannati a morte. Edward riesce a introdursi nell'edificio mediante un condotto, ma lui e il fratello vengono attaccati dai due guardiani dell'edificio, The Slicer e Barry the Chopper, due serial killer la cui anima è stata legata a un'armatura proprio come successo ad Alphonse. Edward sconfigge entrambe le parti di Slicer, che si rivelano essere separate e legate a due anime diverse, ma, prima che essi gli rivelino ciò che sanno della pietra, giungono Lust ed Envy e li eliminano definitivamente. |                                       |                             |
| 4  | Fullmetal Alchemist 4 「鋼の錬金術師 4」 - Hagane no renkinjutsushi 4 | 22 gennaio 2003 ISBN 978-4757508552   | 12 ottobre 2006             |
| 4  | Capitoli - 13. Corpo d'acciaio (鋼のからだ?, Hagane no karada) - 14. I sentimenti di un figlio unico (ひとりっ子の気持ち?, Hitorikko no kimochi) - 15. Cuore d'acciaio (鋼のこころ?, Hagane no kokoro) - 16. Destinazioni separate (それぞれの行く先?, Sorezore no yukusaki) - Gaiden. Il cane dell'esercito? (軍の犬？?, Gun no inu?) |                                       |                             |
| 4  | Trama Envy e Lust lasciano per ignote ragioni in vita Edward e lo riportano all'esterno, ma decidono di distruggere definitivamente l'ormai inutile laboratorio per cancellare ogni prova. Edward viene portato all'ospedale, dove giunge anche Winry, preoccupata per la vite che si era dimenticata di inserire; la ragazza viene invitata a passare la notte presso la famiglia del tenente colonnello Maes Hughes. Alphonse si comporta però in modo strano in quanto Barry gli ha insinuato il dubbio che Alphonse Elric non esista e che i suoi ricordi siano stati creati dal fratello; decide infine di rivelargli i propri dubbi e viene violentemente sgridato da Winry, quindi i due fratelli si riappacificano con una lotta. Il comandante supremo King Bradley arriva nella stanza dell'ospedale dove si trovano Ed, Maria Ross e Denny Brosh (posti a guardia di Ed e Al), Hughes e Armstrong e ordina loro di non rivelare e coinvolgere nessuno nelle loro recenti scoperte, delle quali si occuperà anche lui, in quanto ci sono movimenti sospetti tra gli alti ranghi dell'esercito. Quello stesso giorno Hughes, consultando alcuni documenti, scopre qualcosa di molto importante e Lust cerca di eliminarlo, ma l'uomo riesce a fuggire; mentre tenta di mettersi in contatto con Mustang viene raggiunto da Envy che, trasformato in sua moglie, lo uccide con un colpo di pistola. Il giorno seguente si svolge il suo funerale e Mustang giura di vendicarlo. Nel frattempo i fratelli Elric, accompagnati da Winry, si stanno recando in treno a fare visita alla loro insegnante, e Scar, sfuggito agli homunculus Lust e Gluttony, viene accolto da altri profughi di Ishbar. |                                       |                             |
| 5  | Fullmetal Alchemist 5 「鋼の錬金術師 5」 - Hagane no renkinjutsushi 5 | 21 giugno 2003 ISBN 978-4757509665    | 16 novembre 2006            |
| 5  | Capitoli - 17. La valle del boom repentino (にわか景気の谷?, Niwaka keiki no tani) - 18. Il valore dell'onestà (誠意の価値?, Seii no kachi) - 19. Lo farò io per voi! (あんた達のかわりに?, Anta-tachi no kawari ni) - 20. Il terrore dell'insegnante (師匠の恐怖?, Shishō no kyōfu) - 21. Il segreto dei due fratelli (二人だけの秘密?, Futari dake no himitsu) |                                       |                             |
| 5  | Trama Giunti a Rush Valley, considerata la mecca degli auto-mail, una ragazza ruba l'orologio d'argento, segno distintivo del suo status da alchimista di Stato, a Edward; sia lui che il fratello la inseguono quindi per tutta la città con scarsi risultati, finché Winry non riesce a bloccarla in quanto interessata a vedere i suoi auto-mail. La ragazza, di nome Paninya, li conduce presso l'abitazione di Dominic, colui che le ha costruito gli auto-mail alle gambe salvandola dalla strada. Winry chiede a Dominic di diventare sua allieva, ma quest'ultimo rifiuta; in seguito ella e Paninya riescono ad aprire l'orologio di Edward, nel quale trovano scritto "Don't forget 3.oct.11", e questo causa una strana reazione in Winry. La ragazza riesce a fare partorire con successo la moglie del figlio di Dominic, il quale la indirizza presso un meccanico di Rush Valley che possa prenderla come allieva, mentre Edward e Alphonse ripartono alla volta di Dublith, dove vive la loro maestra Izumi Curtis. La donna, alchimista in precarie condizioni di salute, rimprovera a Edward di essere diventato un alchimista di Stato e di avere tentato una trasmutazione umana, e chiede al ragazzo di raccontarle tutto. Inizia così il flashback dei due fratelli: poco dopo che il padre dei ragazzi ebbe lasciato Resembool la madre Trisha Elric si ammalò e morì; i due, disperati, decisero che l'avrebbero riportata in vita studiando l'alchimia e, dopo avere visto i suoi straordinari poteri nell'arginare i danni di un'alluvione, chiesero a Izumi Curtis di prenderli come allievi ed ella accettò con riluttanza. Li portò a Dublith e li abbandonò su un'isoletta disabitata nel lago adiacente, dove avrebbero dovuto sopravvivere per un mese cercando di capire il significato della frase "uno è tutto, tutto è uno". |                                       |                             |
| 6  | Fullmetal Alchemist 6 「鋼の錬金術師 6」 - Hagane no renkinjutsushi 6 | 22 ottobre 2003 ISBN 978-4757510470   | 14 dicembre 2006            |
| 6  | Capitoli - 22. L'uomo mascherato (仮面の男?, Kamen no otoko) - 23. Bussando alle porte del paradiso (叩け 天国の扉?, Tatake: tengoku no tobira) - 24. L'alchimista d'acciaio (鋼の錬金術師?, Hagane no renkinjutsushi) - 25. La differenza tra maestro e allievo (師弟のけじめ?, Shitei no kejime) |                                       |                             |
| 6  | Trama Edward e Alphonse, continuamente minacciati e attaccati da uno strano uomo mascherato (che solo alla fine scoprirono essere Mason, aiutante di Izumi), riuscirono a sopravvivere per un mese e a capire il significato della frase, venendo accettati come allievi da Izumi. Dopo sei mesi i ragazzi tornarono a Resembool e tentarono di riportare in vita la madre, ma una strana energia uscì dal cerchio alchemico e prese i loro corpi. Edward si risvegliò con una strana figura dalla forma umana che affermò di volergli mostrare "la verità" scaraventandolo in un portale dove gli vennero mostrate un'infinità di informazioni; imparò così a compiere trasmutazioni senza cerchio alchemico, ma in cambio di ciò gli venne asportata la gamba sinistra. Edward, rinvenuto sul pavimento di casa, riuscì, in cambio del braccio destro, a legare a un'armatura l'anima di Al, al quale era stato portato via l'intero corpo. Tempo dopo Mustang si recò a casa loro per reclutarli come alchimisti di Stato, avendo ricevuto notizia delle loro abilità, ed Edward accettò, sperando di aumentare le possibilità di riottenere i loro corpi. Edward sostenne l'esame e venne accettato con il nome di alchimista d'acciaio; prima di entrare a fare parte dell'esercito bruciò quindi la sua casa. Izumi, venuta a conoscenza di tutto ciò, dichiara che i due non possono più essere suoi allievi, ma accetta tuttavia di aiutarli. Rivela loro che in passato aveva tentato una trasmutazione umana per riportare in vita suo figlio, con il risultato di danneggiarsi gli organi interni; i tre realizzano quindi che Al deve avere ricevuto da quell'entità molte più informazioni, in quanto le pagò con l'intero corpo. Nel frattempo Mustang viene trasferito a Central City e decide di portare con sé Fury, Falman, Breda, Havoc e Riza. In città Ed e Al vengono aggrediti da un uomo simile a una lucertola a conoscenza del fatto che hanno tentato una trasmutazione umana; quest'ultimo va a riferirlo al suo capo, che porta lo stesso tatuaggio di Lust, Gluttony ed Envy. |                                       |                             |
| 7  | Fullmetal Alchemist 7 「鋼の錬金術師 7」 - Hagane no renkinjutsushi 7 | 22 marzo 2004 ISBN 978-4757511651     | 18 gennaio 2007             |
| 7  | Capitoli - 26. Il nostro capo (主の元へ?, Shu no moto e) - 27. Le bestie di Dublith (ダブリスの獣たち?, Daburisu no kemono-tachi) - 28. Il coraggio di uno stupido (匹夫の勇?, Hippu no otoko) - 29. L'occhio del re (王の眼?, Ō no me) - Gaiden. La battaglia del sottotenente (戦う 少尉さん?, Tatakau: shōi-san) |                                       |                             |
| 7  | Trama Scar riceve la visita del suo maestro, che lo esorta a cessare di uccidere gli alchimisti di Stato, e se ne va in quanto l'ex tenente Yoki ha diffuso la voce della sua presenza per incassarne la taglia. Intanto Alphonse viene catturato dal gruppo di cui fa parte l'uomo-lucertola, formato da chimere che lavorano per l'homunculus Greed, uno degli uomini artificiali identificati dal tatuaggio a forma di uroboro. Costui è interessato a sapere come Edward ha legato l'anima di Alphonse a un'armatura, processo che secondo lui è in grado di conferire l'immortalità. Izumi e Shigu Curtis si recano a salvarlo, ma neppure la potente maestra di Ed e Al riesce a fare qualcosa contro l'homunculus; esso le offre di spiegare a Edward come creare un homunculus se lui gli dirà come ha legato l'anima di Al a un oggetto. Izumi informa così Edward, appena tornato dall'esame a cui deve sottoporsi annualmente ogni alchimista di Stato, ed egli decide di recarsi immediatamente sul posto, dove rivela a Greed che non intende accettare il suo compromesso. Edward inizia quindi il combattimento e, nonostante abbia la meglio su tutte le chimere, viene messo in seria difficoltà dall'homunculus. Ed, sfruttando i punti deboli di Greed, riesce a danneggiarlo nonostante la sua possibilità di indurire la pelle. Nel frattempo giunge però l'esercito, capeggiato dal comandante supremo King Bradley, il quale vuole eliminare senza pietà tutti i nemici presenti. All'arrivo dei militari Greed fugge, ma viene raggiunto da King Bradley che lo attacca senza dargli il tempo di rigenerare o indurire il proprio corpo e gli mostra di essere anch'egli un homunculus. |                                       |                             |
| 8  | Fullmetal Alchemist 8 「鋼の錬金術師 8」 - Hagane no renkinjutsushi 8 | 22 luglio 2004 ISBN 978-4757512306    | 15 febbraio 2007            |
| 8  | Capitoli - 30. Dentro l'armatura. Dentro la verità (鎧の中 真理の奧?, Yoroi no naka: shinri no oku) - 31. Il serpente che si morde la coda (己の尾を噛む蛇?, Onore no o wo kamu hebi) - 32. L'emissario dell'est (東方の使者?, Tōhō no shisha) - 33. Attacco a Rush Valley (ラッシュバレーの攻防?, Rasshu Barē no kōbō) - Gaiden. Prologo della storia per il videogioco PS2 Fullmetal Alchemist e l'angelo che non può volare (鋼の錬金術師 翔べない天使?, Hagane no renkinjutsushi: tobenai tenshi) |                                       |                             |
| 8  | Trama King Bradley finisce con facilità Greed e le chimere sopravvissute; mentre il comandante supremo uccide quella che si era rifugiata all'interno della sua armatura Al riesce a ricordarsi di quando gli era stato sottratto il corpo e diventa così in grado di compiere trasmutazioni unendo i palmi delle mani come il fratello. A Central City Riza viene avvicinata da Barry, che tenta di ucciderla, ma la ragazza riesce a domarlo e a fare sì che collabori con loro per avere maggiori informazioni su chi ha ucciso Hughes. Bradley, che è in realtà l'homunculus Wrath, porta Greed in un edificio dove si trovano anche Lust, Envy e Gluttony. Qui, un uomo chiamato Padre dagli homunculus, visto il categorico rifiuto di Greed di tornare al suo servizio, lo immerge in un contenitore con un liquido incandescente e lo riassorbe al suo interno. Intanto a Yous Well giunge una bambina di nome May Chang, proveniente dal lontano Stato orientale di Xing, che afferma di essere alla ricerca del segreto dell'eterna giovinezza e dell'immortalità. Grazie all'arte Rentan salva dei minatori da un crollo, quindi riparte in cerca di Edward Elric, del quale ha sentito parlare in modo positivo. Edward, frattanto, si reca a Rush Valley per fare sì che il suo automail, distrutto da Greed, venga riaggiustato da Winry, e qui si scontra con Lan Fan e Foo, le due guardie del corpo di Ling Yao, giovane giunto da Xing per cercare la pietra filosofale e ottenere l'immortalità, che in seguito decide di allearsi con Edward. Nel frattempo Scar si sta facendo guidare da Yoki verso Central City. |                                       |                             |
| 9  | Fullmetal Alchemist 9 「鋼の錬金術師 9」 - Hagane no renkinjutsushi 9 | 22 novembre 2004 ISBN 978-4757513181  | 15 marzo 2007               |
| 9  | Capitoli - 34. Sulle tracce di un compagno d'armi (戦友の足跡?, Senyū no sokuseki) - 35. Capro espiatorio (生け贄の羊?, Ikenie no hitsuji) - 36. La disperazione di un alchimista (苦渋の錬金術師?, Kujū no renkinjutsushi) - 37. Il corpo di un criminale (咎人の肉体?, Toganin no nikutai) |                                       |                             |
| 9  | Trama Ed, Al, Winry, Ling, Lan Fan e Foo partono alla volta di Central City. Nel frattempo Mustang e i suoi stanno investigando sull'omicidio di Hughes ma, grazie alle abilità di Envy, gli homunculus riescono a scoprirlo; questi ultimi stanno anche cercando di ottenere informazioni grazie alla relazione amorosa intrapresa da Lust con Havoc, il quale non è al corrente della sua reale natura. La sottotenente Maria Ross viene accusata dell'omicidio di Hughes e condotta in carcere dove, a sua insaputa, sarebbe stata giustiziata a breve; tuttavia Barry, che stima Maria e dal suo sguardo è ben conscio del fatto che non sia un'assassina, si reca alla prigione e la fa evadere, coinvolgendo anche Ling Yao, ivi deportato in quanto straniero senza visto di ingresso. Durante la fuga i tre incontrano Ed e Al, venuti a cercare Mustang perché rimasti esterrefatti nello scoprire della morte di Hughes, sulla quale il colonnello aveva taciuto. Mustang trova Maria Ross per strada e la uccide incenerendola con la sua alchimia, rendendo il suo cadavere non identificabile. Il giorno seguente Edward e Alphonse, in cerca di Winry, giungono alla casa della vedova di Hughes, dove la ragazza si era recata dopo avere letto dell'omicidio, e lì Ed si scusa con la donna in quanto è anche colpa sua se Hughes è stato coinvolto. Mentre il maggiore Armstrong costringe Edward ad andare con lui a Resembool i sottoposti di Mustang, a guardia di Barry, vengono attaccati dagli homunculus. |                                       |                             |
| 10 | Fullmetal Alchemist 10 「鋼の錬金術師 10」 - Hagane no renkinjutsushi 10 | 11 marzo 2005 ISBN 978-4757513860     | 14 aprile 2007              |
| 10 | Capitoli - 38. Il segnale del contrattacco (反撃ののろし?, Hangeki no noroshi) - 39. Complicazioni a Central City (錯綜のセントラル?, Sakusō no Sentoraru) - 40. Il saggio venuto dall'ovest (西の賢者?, Nishi no kenja) - 41. Il palmo della mano arrogante di un piccolo essere umano (小さな人間の傲慢な掌?, Chiisana ningen no gōman na te) |                                       |                             |
| 10 | Trama Mustang, Alphonse e Ling Yao giungono in aiuto e fanno sì che nessuno resti ucciso. Barry si mette all'inseguimento del suo corpo, nel quale è stata trapiantata l'anima di un animale, desideroso di farlo a pezzi, e gli altri inseguendolo giungono al Laboratorio 3. Havoc e Mustang si scontrano con Lust ed ella riesce a ferire entrambi, paralizzando Havoc dalla vita in giù. Gli homunculus sono costruiti con una pietra filosofale all'interno del corpo, possono rigenerarsi completamente grazie a essa. Envy e Gluttony, che stanno combattendo contro Foo e Ling Yao, vengono richiamati da Pride, mentre Mustang impedisce a Lust di uccidere Riza e Alphonse e, dopo averla attaccata insistentemente diverse volte impedendole di rigenerarsi, riesce finalmente a ucciderla. Barry, la cui armatura è stata fatta a pezzi da Lust, viene ucciso dal proprio corpo che cancella involontariamente il sigillo di sangue che legava l'anima all'armatura, soccombendo a sua volta. Nel frattempo a Resembool Edward e Armstrong incontrano Han, coordinatore di emigrazioni e immigrazioni, e con lui si dirigono verso est; dopo una lunga marcia giungono alle rovine di Xerxes, città che si dice sia stata distrutta in una sola notte, dove Edward trova un gigantesco cerchio alchemico simile a quello visto nel Laboratorio 5. Presso le rovine si trova Maria Ross: Mustang aveva soltanto finto di ucciderla per permetterle di scappare; non potendo ritornare ad Amestris, la donna si reca a Xing scortata da Foo. Edward incontra anche dei superstiti di Ishbar che gli parlano dei genitori di Winry, medici uccisi durante la guerra da un loro consanguineo con un tatuaggio sul braccio. Edward, tornato a Resembool, trova Van Hohenheim, suo padre, appena tornato a casa. |                                       |                             |

## Volumi 11-20
| Nº | Titolo italiano Giapponese 「Kanji」 - Rōmaji | Data di prima pubblicazione          | Data di prima pubblicazione |
| Nº | Titolo italiano Giapponese 「Kanji」 - Rōmaji | Giapponese                           | Italiano                    |
| 11 | Fullmetal Alchemist 11 「鋼の錬金術師 11」 - Hagane no renkinjutsushi 11 | 22 luglio 2005 ISBN 978-4757514966   | 17 maggio 2007              |
| 11 | Capitoli - 42. Il padre dinanzi alla tomba (墓前の父?, Bozen no chichi) - 43. Il fiume di fango (泥の河?, Doro no kawa) - 44. La tomba senza nome (名前の無い墓?, Namae no nai haka) - 45. Il ritorno dell'uomo con la cicatrice (傷の男再び?, Kizu no otoko futatabi) |                                      |                             |
| 11 | Trama Edward si scaglia verbalmente contro il padre, il quale invece cerca il dialogo. Van Hohenheim, parlando con Pinako, afferma che la creatura creata con la trasmutazione dai figli non fosse veramente Trisha e insinua così il dubbio in Edward, che stava origliando; quindi lascia Resembool pregando Pinako di lasciare il Paese, in quanto qualcosa di terribile sta per succedervi. Ling Yao spiega di essere uno dei più probabili candidati a succedere all'attuale imperatore di Xing e Alphonse gli spiega che il suo corpo non è immortale, in quanto l'anima potrebbe venire rigettata dall'armatura in qualunque momento. Per guarire Havoc dalla sua paralisi Mustang invia Breda a cercare il dottor Marcoh, ma quest'ultimo viene raggiunto prima da Envy e Gluttony che lo rapiscono. Edward riesuma il cadavere dell'essere creato con la trasmutazione umana e trova conferma che non si tratta della madre. Tornato a Central City rivela la sua scoperta ad Al e i due deducono che il ragazzo può riacquistare il suo corpo, che secondo Ed si trova da qualche parte e svolge ancora le proprie funzioni vitali. Per capire come riuscire ad aprire di nuovo il portale della verità i due decidono di attirare l'attenzione di Scar in modo da spronare gli homunculus a uscire allo scoperto per proteggerli, in quanto hanno più volte affermato che essi sono "utili sacrifici umani", e catturarne uno. Inoltre Ed è convinto che Scar sia l'assassino dei genitori di Winry. L'ishbariano, dopo avere ucciso vari alchimisti di Stato, incontra May Chang. Il piano di Edward funziona e Scar lo attacca, attirando anche Wrath e Gluttony. Lang Fan e Ling Yao, in grado di percepire la presenza degli homunculus, intercettano Gluttony, ma Bradley interviene e ferisce la ragazza. |                                      |                             |
| 12 | Fullmetal Alchemist 12 「鋼の錬金術師 12」 - Hagane no renkinjutsushi 12 | 21 novembre 2005 ISBN 978-4757515734 | 14 giugno 2007              |
| 12 | Capitoli - 46. Quelle figure in lontananza (遠くの背中?, Tōku no senaka) - 47. La ragazza sul campo di battaglia (戦場の少女?, Senjō no shōjo) - 48. La promessa (待ち人の約束?, Machibito no yakusoku) - 49. I mostri sono tra noi (人中の化け物?, Hitonaka no bakemono) |                                      |                             |
| 12 | Trama Van Hohenheim si trova in una carovana che viene attaccata da alcuni banditi, i quali però fuggono terrorizzati dopo avere visto che le loro pallottole non sono in grado di scalfire il suo corpo. A Central City Ling Yao e Lan Fan sono sopraffatti da Gluttony e Wrath e riescono a fuggire solo grazie a uno stratagemma ideato da Lan Fan amputandosi il braccio sinistro. Nel frattempo, durante il combattimento contro Edward e Alphonse, Scar non nega di essere l'assassino dei medici Rockbell proprio mentre giunge Winry e così la ragazza gli punta addosso una pistola ma non trova il coraggio di ucciderlo ed Edward la fa desistere. Lo scontro fra Scar e i fratelli Elric viene interrotto dall'arrivo di Gluttony. Dopo che Scar riesce a ferirlo gravemente Ling lo immobilizza con una corda metallica e lo porta via grazie all'aiuto di Riza, che riesce anche a ferire Scar, tratto però in salvo da May Chang. Portato da Mustang nella casa dove è custodito Gluttony, il dottor Knox cura Lan Fan, la quale richiede che le venga impiantato un auto-mail. Ling informa i suoi alleati che anche King Bradley è un homunculus. Gluttony, notato l'uccisore di Lust Mustang, si infuria e riesce a liberarsi dalle catene, mostrando di avere un'altra strana e gigantesca bocca nella pancia, con un enorme potere distruttivo. Presso la casa giunge anche Envy, venuto a liberare Gluttony. |                                      |                             |
| 13 | Fullmetal Alchemist 13 「鋼の錬金術師 13」 - Hagane no renkinjutsushi 13 | 22 marzo 2006 ISBN 978-4757516380    | 12 luglio 2007              |
| 13 | Capitoli - 50. All'interno della pancia (腹の中?, Hara no naka) - 51. Il portale oscuro (闇の扉?, Yami no tobira) - 52. L'antro del re (魔窟の王?, Makutsu no ō) - 53. La guida spirituale (魂の道標?, Tamashii no dōhyō) |                                      |                             |
| 13 | Trama Durante lo scontro Gluttony ingoia per sbaglio Envy, Edward e Ling. Mustang si reca insieme a Riza al quartier generale dell'esercito a Central City per ottenere chiarezza sui legami fra l'esercito e gli homunculus. Dopo avere accennato al generale Raven la verità su King Bradley costui lo porta in una sala dove è riunita l'élite militare e Mustang capisce così che l'intero esercito è in realtà in combutta con gli homunculus. Intanto, nello stomaco di Gluttony, Envy rivela a Edward e Ling che si trovano in un falso portale della verità, dal quale non si può uscire, e che fu lui a scatenare lo sterminio di Ishbar, trasformandosi nel soldato che sparò al bambino. Non avendo nulla da perdere i tre decidono di affrontarsi ed Envy rivela il suo vero aspetto, formato dalle anime degli abitanti di Xerxes usate per la sua pietra filosofale; tuttavia Edward si rende conto che all'interno del corpo di Gluttony si trova anche il cerchio per la trasmutazione umana che aveva notato alle rovine di Xerxes e intuisce che è possibile uscire trasmutando le anime del corpo di Envy, aprendo così l'accesso al portale della verità. Bradley spiega a Mustang di essere stato allevato appositamente per diventare il comandante supremo dopo essere riuscito a sopportare l'iniezione nel suo corpo della pietra filosofale, che lo ha reso un homunculus. Fury, Breda e Falman vengono trasferiti rispettivamente a sud, ovest e a nord, mentre Riza viene assegnata a scorta di King Bradley. Alphonse riesce a convincere Gluttony a condurlo dal Padre e i due vengono seguiti anche da Scar e May. Intanto la trasmutazione riesce e Edward giunge al portale della verità dove trova il corpo e la mente di Alphonse, che non riesce tuttavia a recuperare. Ed, insieme a Ling ed Envy, esce da Gluttony e si trova di fronte al Padre, identico a Hohenheim. |                                      |                             |
| 14 | Fullmetal Alchemist 14 「鋼の錬金術師 14」 - Hagane no renkinjutsushi 14 | 22 luglio 2006 ISBN 978-4757517196   | 9 agosto 2007               |
| 14 | Capitoli - 54. La disperata lotta di uno stupido (愚者の足掻き?, Gusha no ashikaki) - 55. L'avidità di due individui (二人の強欲?, Futari no gōyoku) - 56. I leoni della tavola rotonda (円卓の獅子?, Entaku no shishi) - 57. Le ferite di Ishbar (イシュヴァールの傷?, Ishubāru no kizu) |                                      |                             |
| 14 | Trama Il Padre accoglie con garbo Edward e Alphonse curando le loro ferite, tuttavia i due decidono di non lasciarsi lusingare e lo attaccano, ma i loro gesti risultano vani in quanto l'avversario ha abilità molto potenti. Il Padre propone a Ling di diventare il nuovo Greed e quest'ultimo, convinto di potere manipolare il corpo immortale ricevuto, accetta e assimila la pietra filosofale uscita dal corpo del Padre, diventando così assoggettato ai voleri di Greed che ha gli stessi poteri, ma non i ricordi del Greed precedente. Nonostante l'alchimia all'interno del sotterraneo sia bloccata Scar e May riescono ad attaccare il Padre in quanto l'arte Rentan è originaria di Xing, tuttavia egli non viene messo in difficoltà e May scappa dall'edificio grazie ad Alphonse e Scar. I fratelli Elric vengono catturati e portati da Bradley e Mustang, che spiegano loro la situazione; Bradley inoltre ricatta Edward nel lasciare la carica di alchimista di Stato minacciandolo di prendersela con Winry. Gli Elric portano dunque May dal dottor Knox. Gluttony ha esaurito le capacità rigenerative della propria pietra filosofale, così il Padre la riassorbe, con l'intenzione di rigenerare l'homunculus. Scar incontra Marcoh e quest'ultimo, per convincerlo a ucciderlo, gli rivela di essere il creatore della pietra filosofale che ha ucciso tanti abitanti di Ishbar. |                                      |                             |
| 15 | Fullmetal Alchemist 15 「鋼の錬金術師 15」 - Hagane no renkinjutsushi 15 | 22 novembre 2006 ISBN 978-4757518124 | 13 settembre 2007           |
| 15 | Capitoli - 58. Il rumore della catastrofe (破滅の足音?, Hametsu no ashioto) - 59. Gli alchimisti corrotti (背徳の錬金術師?, Haitoku no renkinjutsushi) - 60. Assenza di Dio (神の不在?, Kami no fuzai) - 61. L'eroe di Ishbar (イシュヴァールの英雄?, Ishubāru no eiyū) |                                      |                             |
| 15 | Trama Edward chiede a Riza come si svolse la guerra di Ishbar e inizia così un flashback. Roy Mustang imparò le tecniche alchemiche basate sul fuoco grazie a Riza, alla quale erano state tatuate sulla schiena dal padre. Dopo avere scoperto che gli abitanti di Ishbar erano supportati dal limitrofo Stato di Aerugo il comandante supremo King Bradley decise di trasformare la guerra di Ishbar in una guerra di sterminio, inviando presso il campo di battaglia gli alchimisti di Stato. Durante la guerra Mustang si distinse per la sua abilità e incontrò nuovamente Riza, inviata in battaglia nonostante ancora studente all'accademia militare, mentre Alex Louis Armstrong fu ben presto bloccato dai propri sentimenti, che gli impedirono di svolgere gli ordini. Zolf J. Kimbly venne potenziato dalla pietra filosofale del dottor Marcoh e si rese autore di diverse stragi. Kimbly fu incaricato di attaccare anche a costo di mettere in pericolo l'incolumità dei coniugi Rockbell, che continuavano a lavorare in città; quando raggiunse l'ospedale essi erano già stati uccisi da Scar, in preda a un impeto di furia omicida contro qualunque abitante di Amestris a causa della perdita del fratello, il quale gli aveva donato il suo braccio destro prima di morire facendogli così acquisire la parte distruttiva delle sue abilità alchemiche. I militari vinsero la guerra e Mustang decise di puntare al posto di King Bradley per potere proteggere tutti coloro che stavano sotto di lui. Quando gli fu chiesto di restituire la pietra filosofale Kimbly la inghiottì e uccise i militari che gliel'avevano affidata, mentre Scar giurò di sopravvivere solo per la vendetta. |                                      |                             |
| 16 | Fullmetal Alchemist 16 「鋼の錬金術師 16」 - Hagane no renkinjutsushi 16 | 22 marzo 2007 ISBN 978-4757519657    | 11 ottobre 2007             |
| 16 | Capitoli - 62. Al di là del sogno (夢の先?, Yume no saki) - 63. La promessa da 520 cens (520センズの約束?, 520 senzu no yakusoku) - 64. La parete nord di Briggs (ブリッグズの北壁?, Burigguzu no hokuheki) - 65. Legge di ferro (鉄の掟?, Tetsu no okite) |                                      |                             |
| 16 | Trama Scar finge di uccidere Marcoh e lo fa fuggire, quindi si dirige con lui, May e Yoki verso nord, dove aveva nascosto gli appunti del fratello sull'alchimia. Ed e Al, dopo avere riflettuto sulle testimonianze riportate da Riza e dal dottor Knox, decidono di fare luce sull'alchimia di Xing, che aveva continuato a funzionare nonostante l'intervento del Padre, interrogando May, tuttavia non riescono a trovarla da nessuna parte. Kimbly viene intanto rilasciato dal carcere, fornito di una seconda pietra filosofale e incaricato da Envy di trovare Marcoh e uccidere Scar. L'uomo incontra l'ishbariano sul treno su cui sta viaggiando, ma ha la peggio; nel frattempo May e Marcoh trovano gli appunti. Anche Ed e Al, dopo un breve incontro con Selim Bradley (figlio adottivo del comandante supremo), decidono di recarsi su consiglio di Armstrong all'estremo nord, presso la fortezza di Briggs retta dalla sorella, il generale maggiore Olivier Milla Armstrong; i due, avventuratisi incautamente nelle gelide terre che conducono a Briggs, giungono alla fortezza e vengono accolti freddamente da Olivier, la quale però li accetta in quanto interessata all'alchimia di Xing. Tuttavia le basi della fortezza si crepano improvvisamente. |                                      |                             |
| 17 | Fullmetal Alchemist 17 「鋼の錬金術師 17」 - Hagane no renkinjutsushi 17 | 11 agosto 2007 ISBN 978-4757520646   | 17 gennaio 2008             |
| 17 | Capitoli - 66. La principessa delle nevi (雪の女王?, Yuki no joō) - 67. La forma di questo Stato (この国のかたち?, Kono kuni no katachi) - 68. Ritratto di famiglia (家族の肖像?, Kazoku no shōzō) - 69. Le fondamenta di Briggs (ブリッグズの礎?, Brigguzu no ishizue) |                                      |                             |
| 17 | Trama L'homunculus Sloth giunge improvvisamente nella fortezza sbucando da sottoterra e Olivier, resasi conto che le armi non hanno alcun effetto su di lui, riesce a congelarlo per fare cessare il pericolo. Terminato il combattimento Ed, Al e Olivier si rendono conto che l'essere stava scavando un tunnel sotterraneo attorno ad Amestris e che la stessa nazione è stata creata appositamente per raggiungere questo scopo: in tutti i luoghi corrispondenti ai punti d'appoggio del cerchio alchemico gigante, infatti, si sono verificate guerre e disordini che hanno causato grandi spargimenti di sangue. Fra questi Ishbar e Reole, in cui dopo la deposizione di Cornello è scoppiata una rivolta, mentre Briggs è l'unico di quei punti in cui tali violenze non si sono ancora verificate. Marcoh e May Chang parlano del funzionamento delle due diverse forme di alchimia utilizzate in Amestris e in Xing. Mentre una truppa mandata in esplorazione nel cunicolo viene sterminata da una misteriosa entità il generale Raven e Kimbly giungono alla fortezza. Armstrong, su consiglio di Ed, finge di avere imprigionato i fratelli Elric in qualità di spie e di stare al gioco di Raven, riuscendo a farsi invitare a entrare nel progetto degli homunculus cedendo alla tentazione dell'immortalià, ma poi la donna lo uccide freddamente, dopo che quest'ultimo ha convinto Sloth a riprendere il suo lavoro nel tunnel. Il comandante supremo fa sì che Winry giunga a Briggs, apparentemente per fornire a Ed degli auto-mail più idonei, ma in realtà per sottolineare come la ragazza sia un ostaggio nelle loro mani. |                                      |                             |
| 18 | Fullmetal Alchemist 18 「鋼の錬金術師 18」 - Hagane no renkinjutsushi 18 | 22 dicembre 2007 ISBN 978-4757521759 | 10 luglio 2008              |
| 18 | Capitoli - 70. Il primo homunculus (始まりのホムンクルス?, Hajimari no homunkurusu) - 71. L'uomo scarlatto (紅蓮の男?, Guren no otoko) - 72. Catena negativa, pietra positiva (負の連鎖 正の一石?, Fu no rensa: sei no isseki) - 73. Un sogno ad occhi aperti (白昼の夢?, Hakuchū no yume) |                                      |                             |
| 18 | Trama Il generale maggiore Armstrong informa Mustang di ciò che sta succedendo mediante un tramite. A Briggs una squadra in ricerca viene inviata nel tunnel in cerca di quella partita ormai da una settimana ma non ancora rientrata ed essa scopre che solo due uomini, tra cui Falman, sono sopravvissuti. Riza si reca all'abitazione di Bradley e qui scopre che Selim Bradley è il primo homunculus, di nome Pride; egli le intima di mantenere il silenzio in quanto l'avrebbe sempre tenuta sotto sorveglianza dall'ombra. Kimbly affida a Ed tre compiti da eseguire: trovare Scar, Marcoh ed effettuare un massacro a Briggs. Il ragazzo accetta dietro l'apparente promessa di ricevere in cambio una pietra filosofale, ma in realtà pianifica di trovare May Chang e avere informazioni sulla sua alchimia. Egli si mette subito in marcia per svolgere i primi due compiti portando anche Alphonse, Winry e dei soldati di Briggs. In una città non molto distante Ed e Al trovano May, Yoki e un Marcoh con il viso sfigurato da Scar per proteggerlo dagli homunculus, si scambiano informazioni e aiutano Scar a liberarsi di due sottoposti di Kimbly, che si rivelano essere delle chimere. Dopo essersi alleati decidono di escogitare un piano che permetta loro di fuggire e di evitare che Winry continui a essere tenuta in ostaggio; Scar finge così di rapirla e assieme a May, Yoki, Marcoh e alle due chimere (che Alphonse ha convinto a passare dalla loro parte) scappano attraverso un tunnel minerario per tornare a Briggs. Tuttavia Olivier viene convocata a Central City e così Alphonse si reca ad avvertire il gruppo di Winry che troverebbero a Briggs soldati di Central City. Durante il tragitto perde per qualche istante i sensi e vede il suo vero corpo presso il portale. Sotto Central City il "Padre" identifica per i cinque sacrifici umani (oltre a Ed, Al e Hohenheim) anche Izumi e quindi afferma che ora gliene manca solo uno. |                                      |                             |
| 19 | Fullmetal Alchemist 19 「鋼の錬金術師 19」 - Hagane no renkinjutsushi 19 | 22 marzo 2008 ISBN 978-4757522374    | 13 novembre 2008            |
| 19 | Capitoli - 74. Il piccolo uomo nell'ampolla, "homunculus" (フラスコの中の小人(ホムンクルス)?, Furasuko no naka no kobito (homunkurusu)) - 75. Gli ultimi giorni di Xerxes (クセルクセス最期の日?, Kuserukusesu saigo no hi) - 76. A forma di uomo, a forma di pietra (人の形 石の形?, Hito no katachi: ishi no katachi) - 77. Il cerchio alchemico rovesciato (逆転の錬成陣?, Gyakuten no renseijin) - 78. I sette peccati (七つの罪?, Nanatsu no tsumi) |                                      |                             |
| 19 | Trama Olivier riesce a fare credere a King Bradley di avere ucciso Raven perché lo considerava inadatto alla sua posizione e lo convince a lasciarle il suo posto in cambio di Briggs. Riza informa Mustang che Selim Bradley è un homunculus e nel frattempo dei soldati di Central City giungono a Dublith per prendere Izumi, la quale però non si trova in città. Moltissimi anni prima dell'inizio della storia, nel regno di Xerxes, Van Hohenheim era un giovane schiavo che strinse amicizia con "homunculus", uno strano essere privo di corpo che viveva dentro un'ampolla. Esso affermò di essere stato creato dal padrone di Hohenheim a partire dal sangue del ragazzo e gli insegnò i rudimenti dell'istruzione. Homunculus convinse il re di Xerxes a ottenere l'immortalità e gli fece scavare una serie di canali a forma di cerchio alchemico per sacrificare gli abitanti dei villaggi ai confini della nazione; tuttavia il suo scopo era creare per sé e Hohenheim due corpi identici e immortali al costo delle anime dell'intera popolazione di Xerxes. Nel presente Hohenheim incontra Izumi e riesce a migliorare notevolmente il suo stato di salute, quindi le spiega di essere la forma umana della pietra filosofale. Kimby, intuito il tradimento di Edward, ordina alle due chimere che lavorano per lui di attaccare il ragazzo, il quale mette fuori combattimento le creature ma viene infine sconfitto da Kimbly grazie alla sua seconda pietra filosofale e ferito mortalmente. Il giovane riesce tuttavia a curarsi per quanto gli è possibile e, aiutato dalle due chimere che sono state abbandonate da Kimbly, ritrova una pietra persa dall'alchimista scarlatto. Alphonse nel frattempo è riuscito a trovare il gruppo di Winry e a fermarli; dopo essersi messi al sicuro riescono a decifrare in parte gli appunti del fratello di Scar. Pride ordina a Kimbly di smettere di inseguire il gruppo di Scar e di dedicarsi piuttosto a compiere il massacro a Briggs, visto che ormai Sloth ha terminato il tunnel ed esso è fondamentale per il piano del Padre. Hohenheim giunge a Reole, da cui si introduce nel tunnel scavato da Sloth e incontra Pride, che cerca di ucciderlo senza successo. Briggs viene attaccata dai soldati di Drachma, informati da Kimbly dell'assenza del generale maggiore Armstrong. Scar, Winry, Alphonse, May Chang, Marcoh e Yoki hanno intanto trovato rifugio presso un accampamento di profughi di Ishbar; assieme a loro ci sono anche le due chimere, e una di esse, Zampano, telefona di nascosto a Envy in cambio della garanzia della propria incolumità. |                                      |                             |
| 20 | Fullmetal Alchemist 20 「鋼の錬金術師 20」 - Hagane no renkinjutsushi 20 | 22 agosto 2008 ISBN 978-4757523531   | 15 marzo 2009               |
| 20 | Capitoli - 79. Il morso della formica (蟻のひと噛み?, Ari no hito kami) - 80. Il ricordo del padre (瞼の父?, Mabuta no chichi) - 81. Nel pieno delle forze (バリバリの全開?, Bari bari no zenkai) - 82. L'anima della famiglia (魂の家族?, Tamashī no kazoku) - 83. Il giorno della promessa (約束の日?, Yakusoku no hi) |                                      |                             |
| 20 | Trama Nonostante l'assenza di Olivier l'esercito di Drachma viene annientato dai soldati di Briggs. Zampano conduce Envy dagli altri per attirarlo in trappola e il dottor Marcoh, con l'aiuto di Scar, riesce a distruggere la pietra filosofale racchiusa al suo interno, riducendolo al suo stato larvale. Envy viene così consegnato a May Chang per essere portato a Xing ma la bambina, istigata da lui, decide di tornare a Central City per cercare altre informazioni sull'immortalità. A Olivier viene mostrato che in un sotterraneo di Central City sono conservati migliaia di corpi umani creati artificialmente, pronti a essere attivati e usati come un esercito. Alphonse, accompagnato dal resto del gruppo, arriva a Reole e incontra finalmente suo padre; quest'ultimo gli racconta la sua storia e quindi decide di allearsi con lui, mostrandogli anche i cerchi di trasmutazione scoperti negli appunti del fratello di Scar. Edward e le due chimere riescono a sfuggire dai militari che li braccano. A Central City Greed incontra e uccide la chimera Bido, tuttavia questo gesto fa riaffiorare alla sua mente i ricordi del precedente Greed e, scosso anche dalle parole di Ling, la cui coscienza riesce a manifestarsi per brevi periodi, si reca da King Bradley e si scaglia contro di lui, per poi fuggire. In seguito a ciò Ling riesce a prendere il sopravvento per breve tempo e si incontra con Edward, rivelandogli che, per mettere in atto il suo piano, il Padre sta aspettando "il giorno che deve arrivare". Quindi, ritornato a essere Greed, cerca di andarsene, ma Edward lo convince ad accettare lui e le chimere come servitori in quanto è l'unico modo per averlo come alleato. Nel frattempo, per contrastare il Padre, Mustang, i suoi sottoposti e il generale Grumman stanno mettendo in atto un piano. |                                      |                             |

## Volumi 21-27
| Nº | Titolo italiano Giapponese 「Kanji」 - Rōmaji | Data di prima pubblicazione          | Data di prima pubblicazione |
| Nº | Titolo italiano Giapponese 「Kanji」 - Rōmaji | Giapponese                           | Italiano                    |
| 21 | Fullmetal Alchemist 21 「鋼の錬金術師 21」 - Hagane no renkinjutsushi 21 | 22 dicembre 2008 ISBN 978-4757524392 | 12 luglio 2009              |
| 21 | Capitoli - 84. L'ombra degli inseguitori (追跡者の影?, Tsuisekisha no kage) - 85. Scatola vuota (空の箱?, Kara no hako) - 86. Il messaggero dell'oscurità (闇の使者?, Yami no shisha) - 87. Giuramento nei sotterranei (地下道の誓い?, Chikadō no chikai) |                                      |                             |
| 21 | Trama Con l'aiuto dei militari di Briggs Winry riesce a tornare a casa e lì trova anche Edward, accompagnato da Greed e dalle chimere. Dietro indicazione di Winry il gruppo di Ed riparte in direzione di Central City allo scopo di incontrarsi con Van Hohenheim; anche da Reole, Scar, Marcoh, Yoki e le due chimere partono alla volta della capitale assieme a un gruppo di superstiti di Ishbar. Durante un'esercitazione congiunta degli eserciti di nord ed est condotta dal generale Grumman il generale maggiore Hakuro informa Bradley, venuto ad assistere, che l'esercitazione di Grumman è solo un diversivo e che alcuni terroristi profughi di Ishbar, d'accordo con Mustang, vogliono attaccare Central City. Bradley decide quindi di tornare a Central City, ma lungo il viaggio subisce un attentato e viene dato per disperso, mentre Mustang e i suoi sottoposti prendono in ostaggio la moglie. Edward incontra di nuovo suo padre e stavolta egli gli racconta la sua storia, spiegandogli la natura del Padre. Alphonse viene catturato da Gluttony e Pride, e quest'ultimo ne prende il controllo, usandolo per combattere contro Edward e gli altri durante il loro ritorno verso Central City, presso il quartiere povero di Kanama. Sfruttando diverse strategie, e aiutati anche da Greed, Foo e Lan Fan, i fratelli Elric riescono a mettere in difficoltà entrambi gli homunculus; tuttavia Pride, per acquisire l'olfatto di Gluttony ormai ridotto allo stremo, lo divora potenziandosi, e percepisce l'arrivo di Hohenheim. |                                      |                             |
| 22 | Fullmetal Alchemist 22 「鋼の錬金術師 22」 - Hagane no renkinjutsushi 22 | 11 aprile 2009 ISBN 978-4757525382   | 8 novembre 2009             |
| 22 | Capitoli - 88. Sentimenti di famiglia (親子の情?, Oyako no jō) - 89. Il ritorno dei guerrieri (戦士の旗艦?, Senshi no kikan) - 90. L'esercito immortale (不死の軍団?, Fushi no gundan) - 91. La riunione dei saggi (賢者の再会?, Kenja no saikai) |                                      |                             |
| 22 | Trama Van Hohenheim riesce a rinchiudere Pride all'interno di una grande cupola di terra, intrappolando però al contempo anche Alphonse; lì Pride non può ricorrere ai suoi poteri a causa della totale oscurità ma, colpendo ritmicamente la testa di Al, invia un messaggio in codice affinché giungano a liberarlo. Greed, approfittando del fatto che vi sono rimasti soltanto il Padre e Sloth, abbandona il gruppo e si dirige a Central City, mentre Scar e il suo gruppo raggiungono gli altri a Kanama. Mustang e i suoi, tenendo sempre la moglie di Bradley come ostaggio, creano confusione in città e vengono in seguito raggiunti dai militari di Briggs. Al comando centrale Olivier fa saltare la propria copertura e uccide alcuni generali, provocando l'arrivo di Sloth; alcuni militari, preoccupati per la situazione, risvegliano gli umani artificiali conservati nei sotterranei di Central City, i quali si dimostrano però incontrollabili, uccidendo chiunque incontrino. Edward e gli altri, con l'obiettivo di distruggere il tunnel, entrano nei sotterranei dal Laboratorio 3 e si trovano davanti gli umani artificiali che li attaccano. Intanto Kimbly giunge a liberare Pride; i due attaccano Al, cui però la chimera Heinkel consegna la pietra filosofale appartenuta a Kimbly. Nei sotterranei di Central City May Chang, sempre alla ricerca dell'immortalità, viene attaccata dall'esercito artificiale; Envy ne approfitta così per uscire dal contenitore dove è rinchiuso e riacquisire la sua forma assorbendo i fantocci. Per la resa dei conti Van Hohenheim raggiunge il Padre, che è intenzionato ad assorbirlo. |                                      |                             |
| 23 | Fullmetal Alchemist 23 「鋼の錬金術師 23」 - Hagane no renkinjutsushi 23 | 12 agosto 2009 ISBN 978-4757526020   | 30 aprile 2010              |
| 23 | Capitoli - 92. La forza di tutti (皆の力?, Minna no chikara) - 93. Nemico mortale (不倶戴天の敵?, Fugutaiten no kataki) - 94. Le fiamme della vendetta (復讐の炎?, Fukushū no honō) - 95. Oltre le fiamme (烈火の先に?, Rekka no saki ni) - Inserto speciale. "Prince of the dawn (Il principe dell'alba)" (暁の王子—Prologue?, Akatsuki no ōji—Prologue) |                                      |                             |
| 23 | Trama Mentre Al tiene a bada Pride e Kimbly grazie alla pietra filosofale datagli da Heinkel la chimera azzanna di sorpresa Kimbly alla gola e Yoki investe Pride con un camioncino con il quale scappano assieme a Marcoh; Pride divora quindi il moribondo Zolf. A Central City Olivier Milla e Alex Louis Armstrong sono messi in difficoltà nel combattimento contro Sloth, il quale, oltre a essere molto forte e resistente, si rivela anche incredibilmente veloce. Nei sotterranei May Chang continua a combattere Envy che si potenzia assorbendo le bambole animate. Ed, Scar e le tre chimere sono in difficoltà contro tanti nemici, ma vengono raggiunti da Mustang e Hawkeye e l'alchimista di fuoco non ha difficoltà a distruggere in gran numero i mostri. La moglie di King Bradley nel frattempo parla alla radio in diretta nazionale, raccontando che l'esercito era stato autorizzato a ucciderla pur di eliminare Mustang e che quest'ultimo l'aveva salvata. Envy ammette di essere l'assassino di Hughes, scatenando l'ira di Mustang, che lo incenerisce senza pietà fino a farlo tornare al suo aspetto larvale; Riza ed Edward, tuttavia, impediscono al colonnello di schiacciare l'homunculus e, con Scar, riescono a farlo ragionare e calmare. Envy, umiliato dalla pietà che gli dimostra Ed dopo avere capito che l'homunculus è in fondo invidioso degli umani, decide di suicidarsi rompendo la propria pietra filosofale. Al quartier generale gli Armstrong combattono l'esercito artificiale, alleandosi con i militari che erano stati incaricati di uccidere la donna; Alex mette in difficoltà Sloth mentre i militari di Briggs, aiutati da Izumi Curtis, penetrano nell'area militare. |                                      |                             |
| 24 | Fullmetal Alchemist 24 「鋼の錬金術師 24」 - Hagane no renkinjutsushi 24 | 22 dicembre 2009 ISBN 978-4757527423 | 31 agosto 2010              |
| 24 | Capitoli - 96. Le due eroine (二人の女傑?, Futari no joketsu) - 97. I due saggi (二人の賢者?, Futari no kenja) - 98. Avarizia insaziabile (底無しの強欲?, Sokonashi no gōyoku) - 99. L'eterno addio (永遠の暇?, Eien no hima) - Inserto speciale. "Daughter of the dusk - Prologo" (黄昏の少女—Prologue?, Tasogare no shōjo—Prologue) |                                      |                             |
| 24 | Trama Mentre i militari di Briggs si accertano che nessun fantoccio animato fuoriesca dalla zona militare gli Armstrong riescono a uccidere definitivamente Sloth, grazie all'intervento di Izumi e del marito. Van Hohenheim chiede al Padre per quale motivo si sia privato dei sette peccati, che nella giusta dose sono le emozioni che rendono umani, e quest'ultimo risponde di non volere diventare umano, bensì perfetto. I due combattono e il Padre riesce a colpirlo e ad assorbire energia dalla sua pietra filosofale, tuttavia le anime che l'homunculus ha assorbito sono diventate alleate di Hohenheim e danneggiano il suo corpo mortale dall'interno. Un'ombra umanoide fuoriesce quindi dal corpo e lo divora, mentre Hohenheim scopre con sorpresa che il suo vecchio amico dell'ampolla è ora in grado di vivere anche senza un contenitore. Quando gli uomini di Briggs hanno preso il controllo quasi totale della base King Bradley si presenta all'entrata principale; Wrath ha facilmente la meglio sugli umani ma sul posto arriva anche Greed. Mentre i due homunculus combattono altre truppe di Central City arrivate sul posto con l'intento di riconquistare il quartier generale sono fermate da Foo. King Bradley ferisce gravemente Foo, il quale tenta invano un ultimo attacco suicida con una cintura esplosiva; Buccaneer riesce infine a ferire il comandante supremo utilizzando la spada con cui l'avversario lo aveva precedentemente trafitto. Nei sotterranei Edward, Scar, Mustang e Hawkeye incontrano colui che ha creato King Bradley e li fa attaccare dagli altri uomini che erano candidati a diventare Wrath, ma che poi non hanno ricevuto la pietra filosofale. L'uomo attiva un cerchio alchemico, collegato ad altri punti corrispondenti ai cinque laboratori dell'esercito. La reazione alchemica si espande nella città, e sotto i piedi di Ed, Al e Izumi compaiono degli occhi giganti e delle mani-tentacoli come quelli all'interno del portale che trascinano i tre nel nulla. |                                      |                             |
| 25 | Fullmetal Alchemist 25 「鋼の錬金術師 25」 - Hagane no renkinjutsushi 25 | 22 aprile 2010 ISBN 978-4757528406   | 26 dicembre 2010            |
| 25 | Capitoli - 100. La porta proibita (開かずの扉?, Akazu no tobira) - 101. Il quinto sacrificio umano (5人目の人柱?, Goninme no hitobashira) - 102. Davanti alla porta (扉の前?, Tobira no mae) - 103. Per la salvezza (誰のため?, Dare no tame ni) |                                      |                             |
| 25 | Trama King Bradley, durante il combattimento con Greed, cade nel fossato attorno al quartier generale, mentre Greed decide di aiutare i soldati di Briggs a mantenere il controllo dell'entrata. Mentre in città si aspetta un'eclissi solare Edward, Izumi e uno svenuto Alphonse si ritrovano nel covo del Padre, che ha sconfitto Van Hohenheim. Scar, Hawkeye e Mustang vengono immobilizzati dagli ex-candidati a comandante supremo, mentre colui che li comanda chiede a Mustang di tentare una trasmutazione umana in modo da diventare un "sacrificio"; poiché Mustang si rifiuta di collaborare Riza viene ferita al collo. Scar viene liberato in seguito all'arrivo di Jelso, Zampano, Darius e May Chang, mentre Riza subisce un primo soccorso; tuttavia i sopraggiunti Wrath e Pride imprigionano Mustang e gli fanno attivare la trasmutazione umana, rendendolo cieco come conseguenza per avere visto la verità. Scar, con Pride e Mustang nella stanza del Padre, apre un passaggio nel pavimento che viene usato dai suoi compagni mentre lui combatte con Wrath. Le tre chimere si dirigono verso i livelli inferiori assieme alla ferita Hawkeye, preceduti da May Chang che irrompe nella stanza dove si trovano Edward e gli altri. Trovano Alphonse ancora privo di conoscenza: l'anima del ragazzo si trova infatti presso il portale a contemplare il suo corpo umano. Sebbene tornare nel proprio corpo sia ciò che desidera da anni, egli ritiene che nel debole stato in cui si trova ora non gli sarebbe possibile aiutare gli altri nell'imminente battaglia; Al attraversa quindi a malincuore il portale e riprende conoscenza nell'armatura vicino a Ed. Le chimere si trovano di fronte a uno strano ammasso scuro che li separa dalla stanza dove Ed e Al combattono Pride mentre May Chang affronta il Padre. Mentre l'eclissi prosegue un gruppo di profughi di Ishbar dispone un telo in un punto prestabilito della città. Quando Scar nel combattimento con Wrath sembra quasi sconfitto riesce a riprendersi mostrando di essere in grado di utilizzare l'alchimia anche per ricomporre, grazie a tatuaggi alchemici, frutto delle ricerche del fratello, anche sul braccio sinistro. |                                      |                             |
| 26 | Fullmetal Alchemist 26 「鋼の錬金術師 26」 - Hagane no renkinjutsushi 26 | 12 agosto 2010 ISBN 978-4757529298   | 24 aprile 2011              |
| 26 | Capitoli - 104. Il centro del mondo (世界の中心?, Sekai no chūshin) - 105. Il trono di Dio (神の御座?, Kami no miza) - 106. L'orgoglio nell'abisso (傲慢の深淵?, Puraido no shin'en) |                                      |                             |
| 26 | Trama Il Padre afferra Edward, Izumi, Alphonse e Mustang, i quali, uniti a Van Hohenheim, formano i cinque sacrifici di cui ha bisogno per aprire il portale e assurgere a essere onnisciente e perfetto. Quando l'eclissi giunge al suo culmine l'homunculus attiva il cerchio di trasmutazione su Amestris, prelevando le anime della popolazione per raggiungere dimensioni titaniche e assorbire dentro di sé "la Verità". Mentre tutti gli abitanti del Paese giacciono a terra esanimi coloro che si trovavano nella stanza del Padre, ancora vivi, vedono il loro nemico assumere nuovamente dimensioni e sembianze umane. Il Padre attacca quindi i protagonisti, che vengono protetti da May e Hohenheim, il quale utilizza la propria pietra per fare tornare ai rispettivi corpi le anime assorbite dal Padre. Scar riesce a sconfiggere Wrath, poi attiva il cerchio di trasmutazione inverso predisposto dagli ishbariani e l'alchimia di Edward e Alphonse, che il Padre poco prima aveva bloccato, torna a funzionare. Pride cerca di prendere il controllo del corpo di Edward, ma viene fermato dall'anima di Kimbly, permettendo a Ed di sconfiggerlo riducendolo al suo stato embrionale. Il Padre, uscito all'esterno per cercare di assorbire l'energia di altri esseri umani, viene seguito da Hohenheim e dagli altri; egli riesce a distrarre gli avversari e a coglierli di sorpresa colpendoli con un enorme raggio. |                                      |                             |
| 27 | Fullmetal Alchemist 27 「鋼の錬金術師 27」 - Hagane no renkinjutsushi 27 | 22 novembre 2010 ISBN 978-4757530546 | 3 settembre 2011            |
| 27 | Capitoli - 107. L'ultima battaglia (最後の戦い?, Saigo no tatakai) - 108. La fine del viaggio (旅路の果て?, Tabiji no hate) - Extra. La fine di un altro viaggio (もうひとつの旅路の果て?, Mō hitotsu no tabiji no hate) |                                      |                             |
| 27 | Trama Il raggio usato dal Padre incapacita Alphonse e Van Hoheneim. Coloro che erano rimasti indietro sopraggiungono e attaccano il Padre per indebolirlo; a causa del grande dispendio di energia egli non riesce quasi più a contenere la Verità. Edward si ritrova tuttavia impossibilitato a combattere senza il suo auto-mail. Alphonse effettua dunque una trasmutazione su sé stesso, ricongiungendosi al proprio corpo al portale e permettendo al fratello di riottenere il braccio mancante, il quale può così attaccare il Padre. L'homunculus riassorbe Greed che viene separato dal corpo di Ling Yao, per poi venire distrutto dal genitore dopo averlo ostacolato dall'interno. Edward trafigge infine il Padre, che non ha più energia sufficiente a contenere la Verità e viene inghiottito dal proprio stesso portale. Al termine della battaglia Edward riesce a riportare indietro Alphonse utilizzando il proprio portale come pagamento, perdendo al contempo la capacità di utilizzare l'alchimia. Ling, Lan Fan e May Chang fanno ritorno a Xing, con il primo che diventerà imperatore grazie alla pietra filosofale, ma promettendo di tutelare anche i clan più deboli. Van Hohenheim, esaurite tutte le energie, muore sulla tomba di Trisha. A distanza di un paio d'anni il comandante supremo Grumman, Olivier e Mustang (che ha riacquisito la vista grazie alla pietra filosofale e alla scienza di Marcoh) guidano la nazione instaurando buoni rapporti con gli abitanti di Ishbar (tra cui Scar) e di Xing, mentre la signora Bradley cresce il piccolo Selim, che è tornato a essere un semplice bambino. Alphonse si dirige a est per studiare l'arte Rentan, mentre Edward parte per un viaggio verso ovest. Alla stazione Edward e Winry, impacciati, si dichiarano il loro amore. Una serie di fotografie mostra, infine, alcuni dei personaggi a distanza di tempo e, in una, si vedono May, Al, Ed e Winry, questi ultimi con in braccio due bambini. |                                      |                             |